# Ékallatum
Ékallatum (e2-g/kal-la-tumki) észak-mezopotámiai város. Pontos helye nem ismert, de a Tigris folyó bal partján volt, valahol Assur közelében, azaz a szűkebb értelemben vett Asszíriában, talán a mai El-Fathah közelében.

## Története
A babiloni száműzetéséből visszatérő fiatal amurrú sejk, I. Samsi-Adad, a későbbi asszír király családja hatalmának visszaállításának első lépéseként Ekallátumot foglalta el Ibni-Adad – límu, azaz évnévadó tisztviselő Assurban – évében. Három évig itt volt a székhelye, majd elfoglalta Assurt is, aminek királya lett. Székhelyét azonban nem ott, hanem Subat-Enlilben rendezte be, újonnan épülő birodalma keleti részének központjaként pedig idősebb fiát, a későbbi I. Ismé-Dagant helyezte Ekallátumba uralkodónak. 
Samsi-Adad halála után Ismé-Dagan visszaszorult Assurba, Ekallátumot pedig az elámiak foglalták el, majd a babiloni Hammurapi befolyása alá került, akinek Ismé-Dagan a vazallusa lett. Ismé-Dagan halála után fia székhelye volt. Az i. e. 18. század után Ekallátum eltűnik a forrásokból.

## Fordítás
- Ez a szócikk részben vagy egészben  az   Ekallatum című angol Wikipédia-szócikk fordításán alapul.  Az eredeti cikk szerkesztőit annak laptörténete sorolja fel. Ez a jelzés csupán a megfogalmazás eredetét és a szerzői jogokat jelzi, nem szolgál a cikkben szereplő információk forrásmegjelöléseként.